# 280. strelska divizija (ZSSR)
280. strelska divizija (izvirno rusko 280. стрелковая дивизия; kratica 280. SD) je bila strelska divizija Rdeče armade v času druge svetovne vojne.

## Zgodovina
Divizija je bila ustanovljena julija 1941 v Tuli in bila uničena oktobra istega leta v Brjansku. Ponovno so jo ustanovili januarja 1943.